# 김영기 (1905년)
김영기(金英基, 1905년 1월 8일 ~ 1989년 5월 1일, 경기 안성)는 대한민국의 정치인이다. 대한독립촉성국민회 소속으로 제헌국회의 국회의원이었다. 제헌국회에서는 징계위원회 소속으로 활동했다.
니혼 대학 전문부 법과를 중퇴했으며, 1952년 제3대 경기도지사를 지냈다.

## 역대 선거 결과
| 실시년도 | 선거   | 대수 | 직책     | 선거구      | 정당               | 득표수   | 득표율          | 순위 | 당락 | 비고 |
| -------- | ------ | ---- | -------- | ----------- | ------------------ | -------- | --------------- | ---- | ---- | ---- |
| 1948년   | 총선   | 1대  | 국회의원 | 경기 안성군 | 대한독립촉성국민회 | 23,467표 | \| \| 59.12% \| | 1위  |      | 초선 |
|          | 59.12% |      |          |             |                    |          |                 |      |      |      |

## 참고 자료
- 《대한민국 의정총람》, 국회의원총람발간위원회, 1994년
- 김영기 - 대한민국헌정회

| 전임 이해익 | 제3대 경기도지사 1952년 9월 12일 ~ 1953년 11월 22일 | 후임 이익흥 |